# El Barco de Ávila
El Barco de Ávila es un municipio y localidad española de la provincia de Ávila, en la comunidad autónoma de Castilla y León. Forma parte de la comarca de El Barco de Ávila-Piedrahíta, y está situado en el valle del Tormes. Es la cabecera de la comarca natural del Alto Tormes. Pertenece al partido judicial de Piedrahíta. En 2024 el municipio tenía una población de 2297 habitantes.

## Toponimia
El Barco pudo tomar su nombre de una barca utilizada para pasar el río, o, como diversos autores apuntan, de varias palabras de diferentes idiomas: bar, en hebreo casa, del celta barca, del euskera bartzea o reunión de aldeas o del ibero bar, cumbre, del árabe barr por arrabal. Aunque algunas publicaciones recientes señalan que este pueblo se denominaba El Barco de Tormes antes de la división provincial de Javier de Burgos, en 1833.

## Geografía

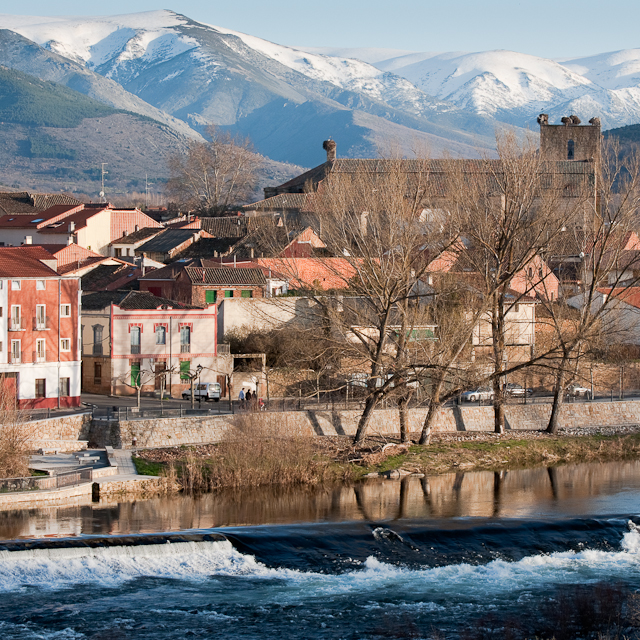
Vista de la localidad con el Tormes en primer plano y Gredos al fondo.

Integrado en la comarca de El Barco de Ávila - Piedrahíta, se sitúa a 86 km de la capital provincial. Funciona como capital natural de la comarca formada por los valles del Tormes y del Aravalle, más conocida como Alto Tormes.
El relieve del municipio está caracterizado por el valle del río Tormes y la sierra de la Alberca al oeste. El río Tormes cruza el territorio de sur a norte. La altitud oscila entre los 1356 m (pico Santa Bárbara) y los 990 m a orillas del río Tormes. El pueblo se alza a 1007 m sobre el nivel del mar.
| Noroeste: La Carrera  | Norte: El Losar del Barco               | Noreste: San Lorenzo de Tormes |
| Oeste: La Carrera     |                                         | Este: San Lorenzo de Tormes    |
| Suroeste: Navatejares | Sur: Navatejares y Los Llanos de Tormes | Sureste: Los Llanos de Tormes  |

### Clima
El Barco de Ávila tiene un clima Csb (templado con verano seco y templado) según la clasificación climática de Köppen.
| Parámetros climáticos promedio de El Barco de Ávila en el periodo 1961-1984 | Parámetros climáticos promedio de El Barco de Ávila en el periodo 1961-1984 | Parámetros climáticos promedio de El Barco de Ávila en el periodo 1961-1984 | Parámetros climáticos promedio de El Barco de Ávila en el periodo 1961-1984 | Parámetros climáticos promedio de El Barco de Ávila en el periodo 1961-1984 | Parámetros climáticos promedio de El Barco de Ávila en el periodo 1961-1984 | Parámetros climáticos promedio de El Barco de Ávila en el periodo 1961-1984 | Parámetros climáticos promedio de El Barco de Ávila en el periodo 1961-1984 | Parámetros climáticos promedio de El Barco de Ávila en el periodo 1961-1984 | Parámetros climáticos promedio de El Barco de Ávila en el periodo 1961-1984 | Parámetros climáticos promedio de El Barco de Ávila en el periodo 1961-1984 | Parámetros climáticos promedio de El Barco de Ávila en el periodo 1961-1984 | Parámetros climáticos promedio de El Barco de Ávila en el periodo 1961-1984 | Parámetros climáticos promedio de El Barco de Ávila en el periodo 1961-1984 |
| Mes | Ene.                                                                        | Feb.                                                                        | Mar.                                                                        | Abr.                                                                        | May.                                                                        | Jun.                                                                        | Jul.                                                                        | Ago.                                                                        | Sep.                                                                        | Oct.                                                                        | Nov.                                                                        | Dic.                                                                        | Anual                                                                       |
| --- | --------------------------------------------------------------------------- | --------------------------------------------------------------------------- | --------------------------------------------------------------------------- | --------------------------------------------------------------------------- | --------------------------------------------------------------------------- | --------------------------------------------------------------------------- | --------------------------------------------------------------------------- | --------------------------------------------------------------------------- | --------------------------------------------------------------------------- | --------------------------------------------------------------------------- | --------------------------------------------------------------------------- | --------------------------------------------------------------------------- | --------------------------------------------------------------------------- |
| Temp. media (°C) | 3.3                                                                         | 4.3                                                                         | 6.1                                                                         | 8.6                                                                         | 12.2                                                                        | 16.7                                                                        | 20.0                                                                        | 19.1                                                                        | 15.9                                                                        | 11.1                                                                        | 5.7                                                                         | 3.4                                                                         | 10.5                                                                        |
| Precipitación total (mm) | 61.3                                                                        | 60.0                                                                        | 54.3                                                                        | 47.6                                                                        | 50.0                                                                        | 37.1                                                                        | 11.3                                                                        | 11.0                                                                        | 37.3                                                                        | 59.1                                                                        | 65.0                                                                        | 65.7                                                                        | 559.7                                                                       |
| Fuente: Ministerio de Agricultura, Alimentación y Medio Ambiente. Datos de precipitación para el periodo 1961-1983 y de temperatura para el periodo 1961-1984 en El Barco de Ávila 3 de octubre de 2012 |                                                                             |                                                                             |                                                                             |                                                                             |                                                                             |                                                                             |                                                                             |                                                                             |                                                                             |                                                                             |                                                                             |                                                                             |                                                                             |

### Comunicaciones
Red de carreteras
| Numeración | Nombre            | Itinerario                                                           | Datos      |
| ---------- | ----------------- | -------------------------------------------------------------------- | ---------- |
| N-110      | Nacional 110      | San Esteban de Gormaz - Segovia - Ávila – Barco de Ávila – Plasencia | pK 334-338 |
| AV-941     | -                 | Barco de Ávila – Navarredonda de Gredos - N-502                      |            |
| AV-662     | -                 | Barco de Ávila – La Horcajada - Villar de Corneja                    |            |
| AV-100     | Carretera a Béjar | Barco de Ávila – Béjar                                               |            |
| AV-P-536   | -                 | Barco de Ávila - Los Llanos de Tormes - AV-941                       |            |
| AV-P-537   | -                 | Barco de Ávila - Navatejares - Tormellas - Navalonguilla             |            |

## Historia

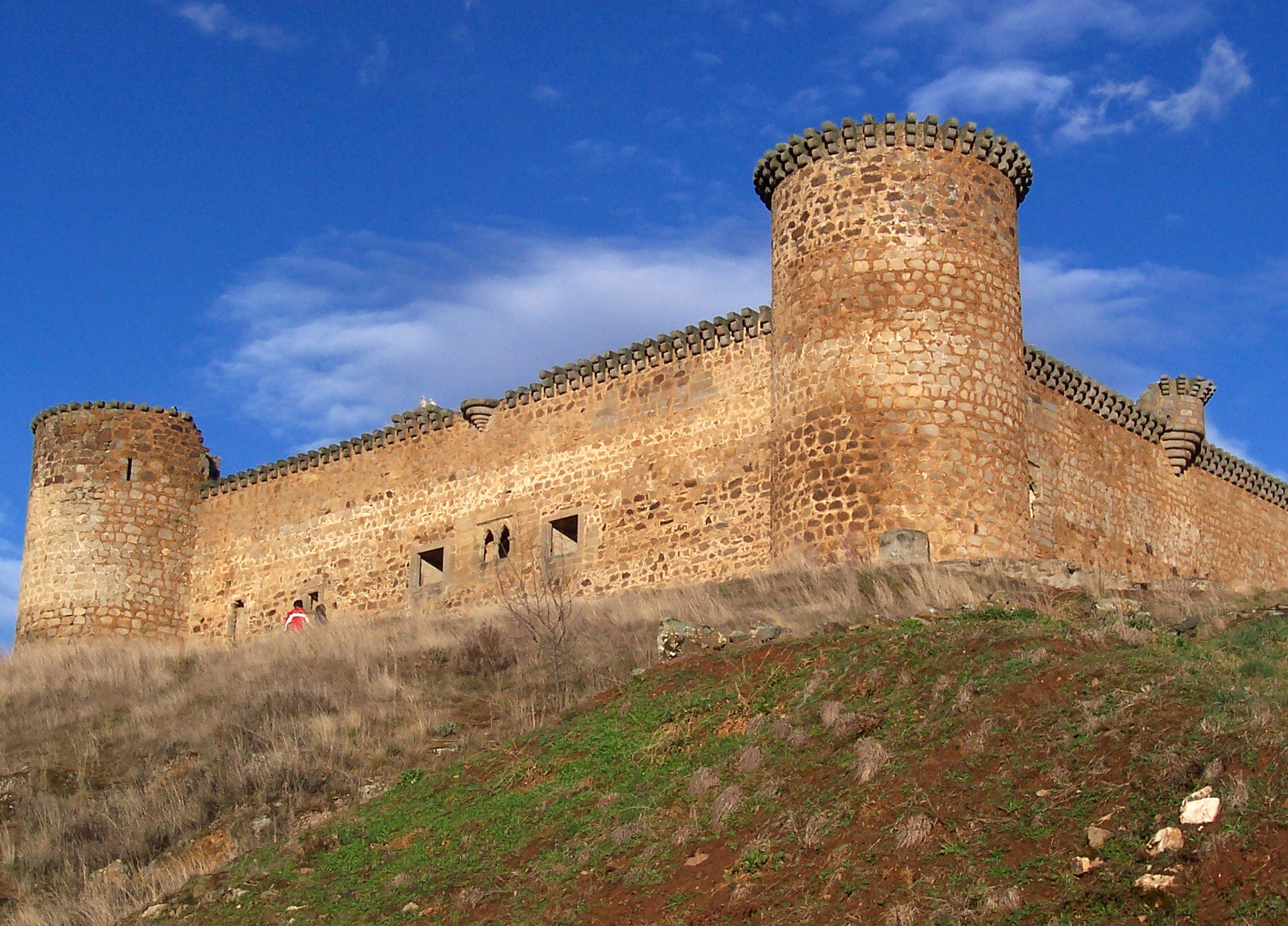
Castillo de Valdecorneja, construido originariamente en el.

Los vetones iniciaron las obras del castro en la colina dominante, frente al paso de las aguas del río. Como consecuencia de la ocupación árabe se mejoró notablemente la agricultura y se procedió a la construcción de pozos de agua dulce. En aquella época casi todas las casas de la calle Mayor contaban con ellos para poder abastecer en los asedios al recinto amurallado. Los nombres de Navamorisca, Navalmoro y Navamures recuerdan la ocupación mahometana. También fue notable la presencia judía en este pueblo, dedicándose a ejercer los más provechosos y artísticos oficios.

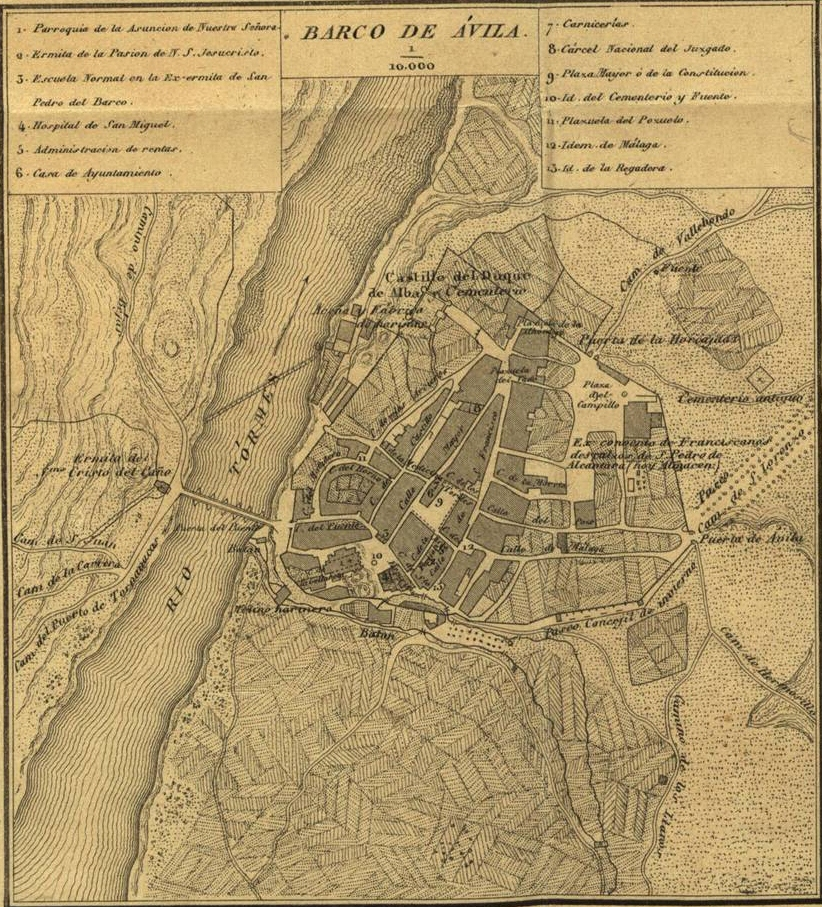
Mapa de la localidad de Francisco Coello (1822-1898) publicado en 1864.

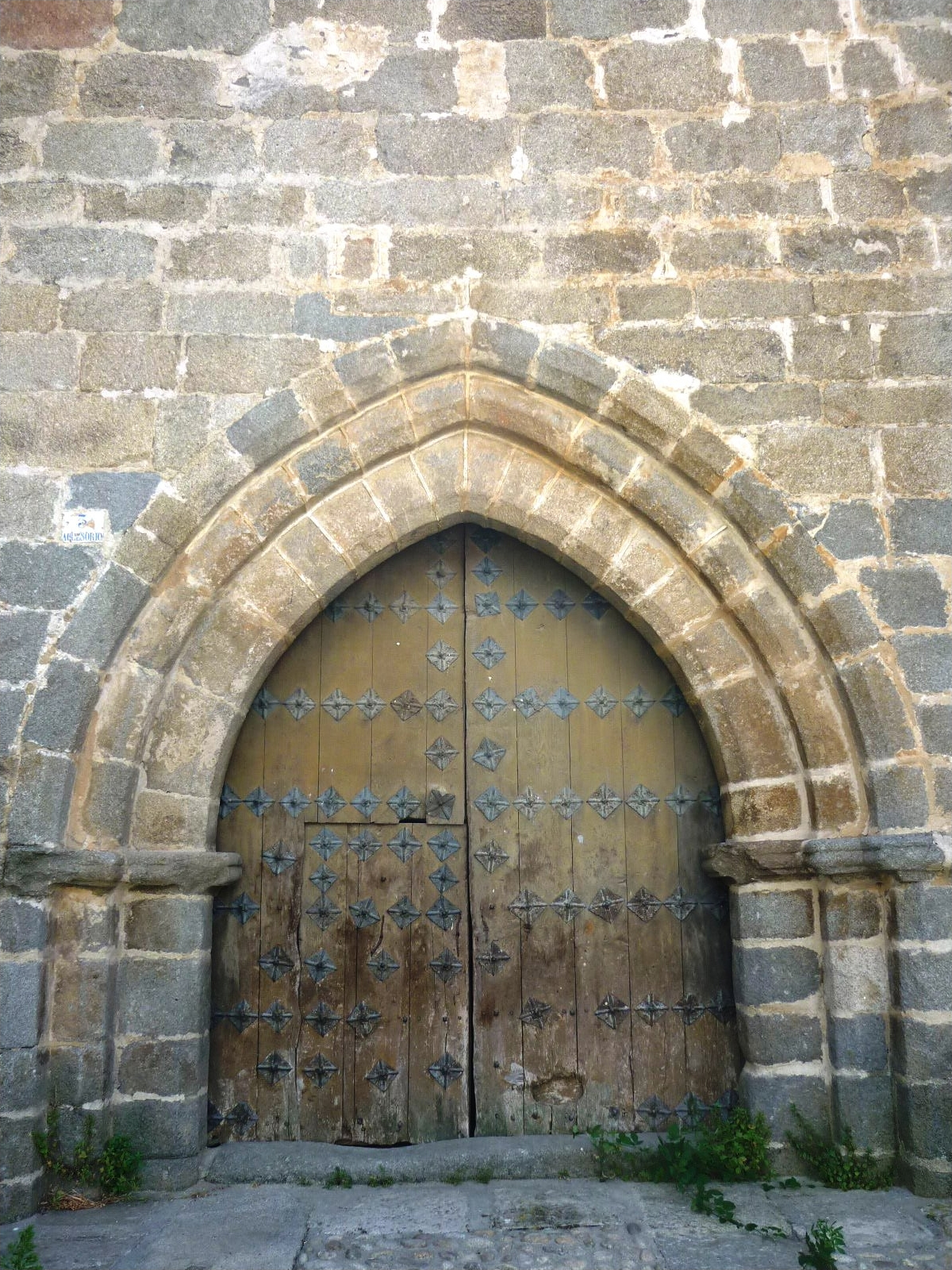
Iglesia de Nuestra Señora de la Asunción, del.

Perteneció junto con las comunidades de villa y tierra de Piedrahíta, El Mirón, La Horcajada y Bohoyo, al Señorío de Valdecorneja, territorio propiedad de la Casa de los Álvarez de Toledo, Duques de Alba. El Barco de Ávila es un punto importante de la ruta abulense del Descubrimiento de América. En Santa María de los Caballeros, y a su lado, en Navarregadilla, a 7 kilómetros de su casa solariega de El Barco, nació el clérigo Pedro de la Gasca, hijo de Juan Jiménez y de María Gasca. Fue miembro del Consejo Supremo de la Inquisición, enviado por la Corona a Perú para restablecer el orden después de la muerte del primer virrey, Blasco Núñez Vela. Llegó al Perú en 1546 y pacificó el territorio, autorizó diversas expediciones y fundó la ciudad de La Paz y la ciudad del Barco, para facilitar las relaciones de Chile y Río de la Plata. Fue una de las inteligencias más preclaras y poderosas de la época.[cita requerida] Volvió a España en 1550, falleciendo en 1567. Está enterrado en la iglesia de la Magdalena en Valladolid, fundada por él.
Hacia el año 1525, nació en esta localidad Juan Maldonado y Ordóñez de Villaquirán, que se trasladó en 1543 a Santa Fe de Bogotá donde vivió cerca de siete años. Fundó en Venezuela la Villa de San Cristóbal, en la región de Táchira, el día 31 de marzo de 1561. Por otra parte Pedro Sánchez-Ocaña y Rodríguez, casado en 1554 con Ana González Burgalés era por aquellas fechas regidor del Barco de Ávila.
Francisco Mateos en su obra Historias del Barco de Ávila, señala que de El Barco de Ávila también procedía uno de los primeros navegantes de la "Santa María" que en todas las referencias aparece un marinero barcense, con el nombre de Juan del Barco, amigo del hidalgo marinero Francisco de Henao, originario de Ávila. No obstante, otros autores no están de acuerdo con esta versión. Hay que pensar que era muy corriente poner a las personas el apodo de la profesión y que, lógicamente, a Cristóbal Colón acompañarían muchos hombres "del barco".
Sin embargo, sí que está bien probado documentalmente que el grumete llamado Antón del Barco desempeñó tal puesto en una de las naves del segundo viaje, la Gutierra, devengando por su ocupación 666 maravedíes mensuales.
Parecía verosímil que fuera de El Barco de Ávila otro Juan del Barco que aparece documentado como uno de los primeros marineros que, en el segundo viaje de Colón y a las órdenes del almirante, abandonó la "Niña" ("Santa Clara") para explorar la actual isla de Cuba (Juana), el 12 de junio de 1494. No obstante, se ha demostrado asimismo que este Juan del Barco tampoco era barcense, sino palermo de naturaleza, es decir, natural de Palos de la Frontera.
El 6 de octubre de 1556, salió Carlos I de España y V de Alemania con un numeroso séquito de la villa santanderina de Laredo, camino de Yuste. Descansó quince días en Valladolid, estuvo en Medina del Campo el 5 de noviembre de ese año, pasando por Horcajo de las Torres, Peñaranda de Bracamonte, Alaraz, Gallegos de Solmirón, entrando en El Barco de Ávila el martes 10 de noviembre de 1556 a las doce y media de la mañana. Juan de Solís, gran cronista de El Barco de Ávila lo relata:

Ya a la manecida bajaban todos los vecinos de la sierra y se movilizaron los del Barco, yendo muchos a pie y a caballo hasta cerca de La Horcajada, formándose apretada filas desde la puerta de la Villa a los dos lados del antiguo camino de Castilla.

Pernoctando en una posada sita en la calle Mayor del Barco de Ávila. Partiendo 11 de noviembre de 1556, el emperador Carlos V hacia el monasterio de Yuste, camino del puerto de Tornavacas, donde dijo: 

Ya no franquearé otro puerto que el de la muerte.

Según afirma en su libro Nicolás de la Fuente Arrimadas, el rey Alfonso VIII de Castilla concedió un fuero a esta villa. Se trataba de un documento que establecía los derechos y deberes de las autoridades y los vecinos. Establecía la libertad de cultos y fijaba actos que fueran objeto de sanción. En algunas referencias se le describe "encuadernado con pastas de madera, piel de becerro, caracteres de estilo gótico con caligrafía encarnada".

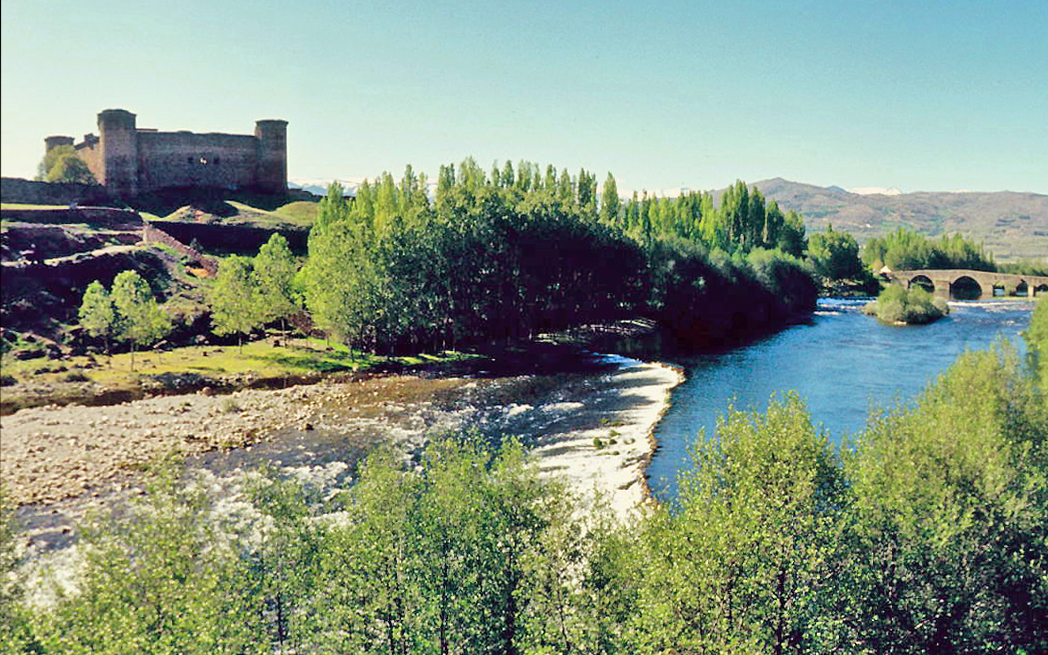
Vista del Tormes a su paso por la localidad en 1976

Según afirma, el Fuero de El Barco se llevó a Francia por las tropas de Napoleón en su retirada. No es cierto, sin embargo, que, como señalan varias obras, ese Fuero se encuentre en la biblioteca de la Facultad de Letras de Toulouse, entre otras cosas porque tal biblioteca no existe. Antes de la reorganización provincias de Javier de Burgos en 1833, perteneció a la provincia de Salamanca.
En la novela Por quién doblan las campanas (1940), de Ernest Hemingway, aparece un personaje llamado Anselmo, que dice ser de El Barco de Ávila.
Ya a finales del siglo XX, Agustín González González (Partido Popular) ostentaba ininterrumpidamente la alcaldía del municipio desde el año 1991, hasta que el PSOE ganó las elecciones en 2015.

## Demografía
El Barco de Ávila cuenta con una población de 2297 habitantes (INE 2024).
| Gráfica de evolución demográfica de El Barco de Ávila entre 1842 y 2021                                             |
| |
| Población de derecho según los censos de población del INE Población de hecho según los censos de población del INE |

## Símbolos
El escudo heráldico que representa al municipio se representa por el siguiente blasón:

En campo de azur, una barca de oro, sobre ondas de azur y plata, sumada de cruz latina a modo de mástil, de oro; con un gallardete que ondea de la cruz, bajo su brazo izquierdo, de púrpura; y sumada la cruz de anagrama mariano, de plata. Al timbre, Corona Real de España.
Boletín Oficial de Castilla y León n.º 178 de 14 de septiembre de 1994

La bandera se define como:

Bandera cuadrada, blanca toda ella, y brochante al centro el escudo municipal.
Boletín Oficial de Castilla y León n.º 178 de 14 de septiembre de 1994

## Patrimonio
El modelo urbano de Barco de Ávila, que ha llegado a la actualidad, se generó durante la época de la repoblación, entre los siglos X y XI. Terminó densificándose durante los siglos XIX y XX.

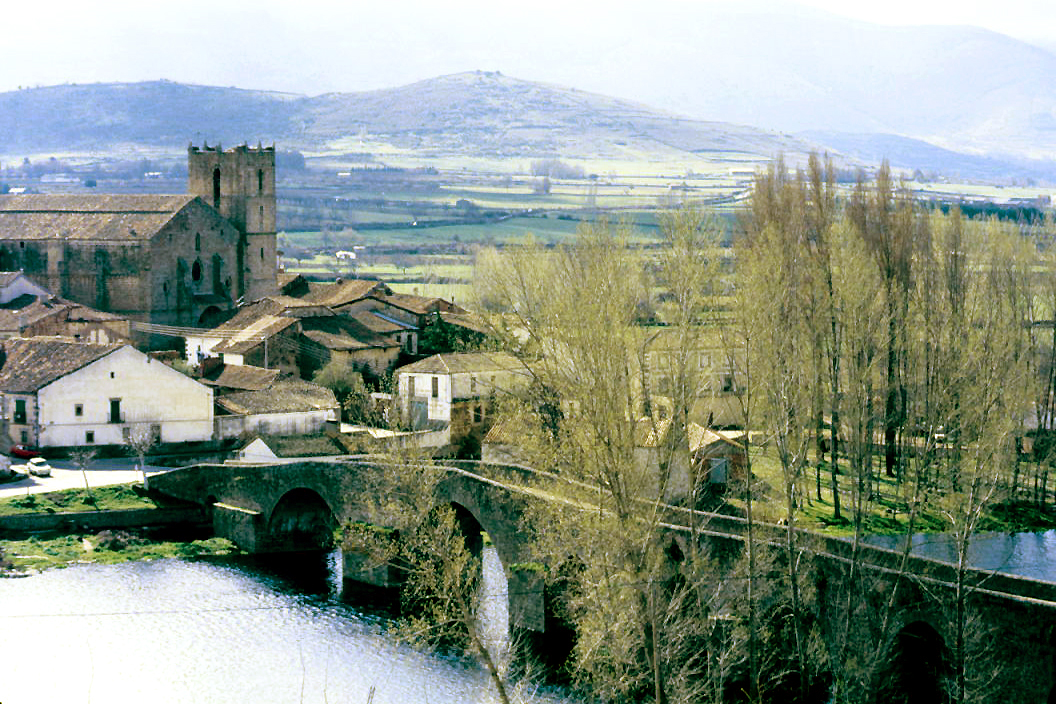
Vista de la localidad y el Tormes a finales de la década de 1980

La ubicación geográfica de la villa, limitada al este por la barrera natural del Tormes, y encerrada en su muralla medieval de la que se conserva claramente su trazado y algunas de sus partes relevantes, ha permitido el mantenimiento del tejido urbano hasta la actualidad, separando los nuevos crecimientos de la antigua trama. Asimismo, las calles que conforman la trama originaria, son también elementos básicos de su tejido urbano que adaptándose a las condiciones orográficas del terreno, va conectando los distintos hitos 
urbanos.
El Barco de Ávila constituye un conjunto histórico que conserva elementos urbanos y edificios significativos de gran interés, algunos de ellos gozan de la declaración de bien de interés cultural como iglesia de Nuestra Señora de la Asunción y el castillo de Valdecorneja, así como las murallas y Puerta del Ahorcado. El espacio de reunión más relevante «intramuros» es la plaza Mayor, que de trazado rectangular y con carácter cerrado asoportalado, responde a la tipología tradicional de arquitectura popular, formando un conjunto urbano homogéneo singular. Los accesos principales se producen desde la calle Mayor, donde se encuentra la casa del reloj y de una manera más angosta desde la calle donde se localiza el ayuntamiento. Otros espacios relevantes son la plaza de las Acacias y el entorno de la iglesia Mayor de Nuestra Señora de la Asunción.
El conjunto conserva además edificios de interés tipológico, representativos de la arquitectura característica de la comarca, tanto de arquitectura culta con casonas de sillería de granito de dos o tres alturas con huecos abandonados dispuestos simétricamente en fachada, como interesantes ejemplos de arquitectura popular normalmente de mampostería encalada con recercados de piedra y aleros sobre canes de madera. Extramuros, destaca la presencia del río Tormes y sus riberas que conforman unas espectaculares vistas con el paisaje de la sierra de Gredos, y cruzando el puente Viejo, destaca otro elemento relevante del acervo popular, la ermita del Cristo del Caño.
El casco histórico de la ciudad tiene incoado expediente para una posible declaración como bien de interés cultural en la categoría de conjunto histórico.

### Puente románico

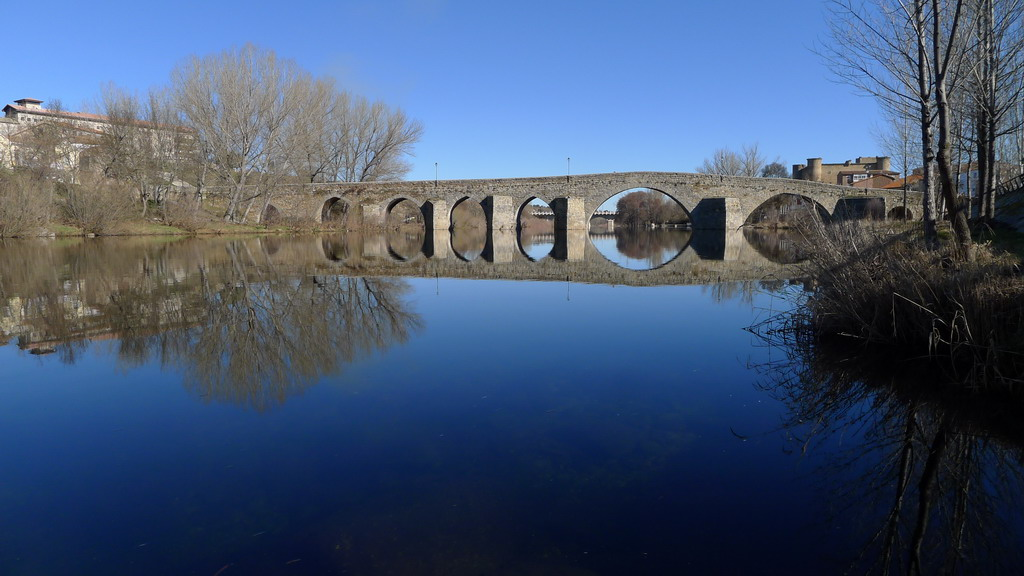
El Puente Viejo.

Es comúnmente llamado 'puente viejo'. No se sabe bien la época en la que se construyó el primer puente alzado en este lugar por los romanos, necesario para el tránsito de las calzadas. Pero es seguro que debido a tantas guerras y ataques sufridos tuvo que ser reconstruido en el siglo XII, adoptando así su actual estilo románico.
Aun así, el puente ha seguido cambiando desde entonces, pero todavía se puede reconocer en su forma la arquitectura romana, con sus ocho arcos desiguales y sus anchas pilas de sillares almohadillados. El puente es alomado con una cuesta de subida y bajada, conocida como "lomo de asno". Hasta el siglo XIX tuvo en su centro una torre defensiva, pero ésta fue destruida junto con toda la parte central en la Guerra de la Independencia por las tropas napoleónicas. Diez años más tarde el puente fue reconstruido. La torre quedó sumergida en el río, pudiéndose observar vestigios de ella en las inmediaciones del charco de las tenerías.

### Castillo

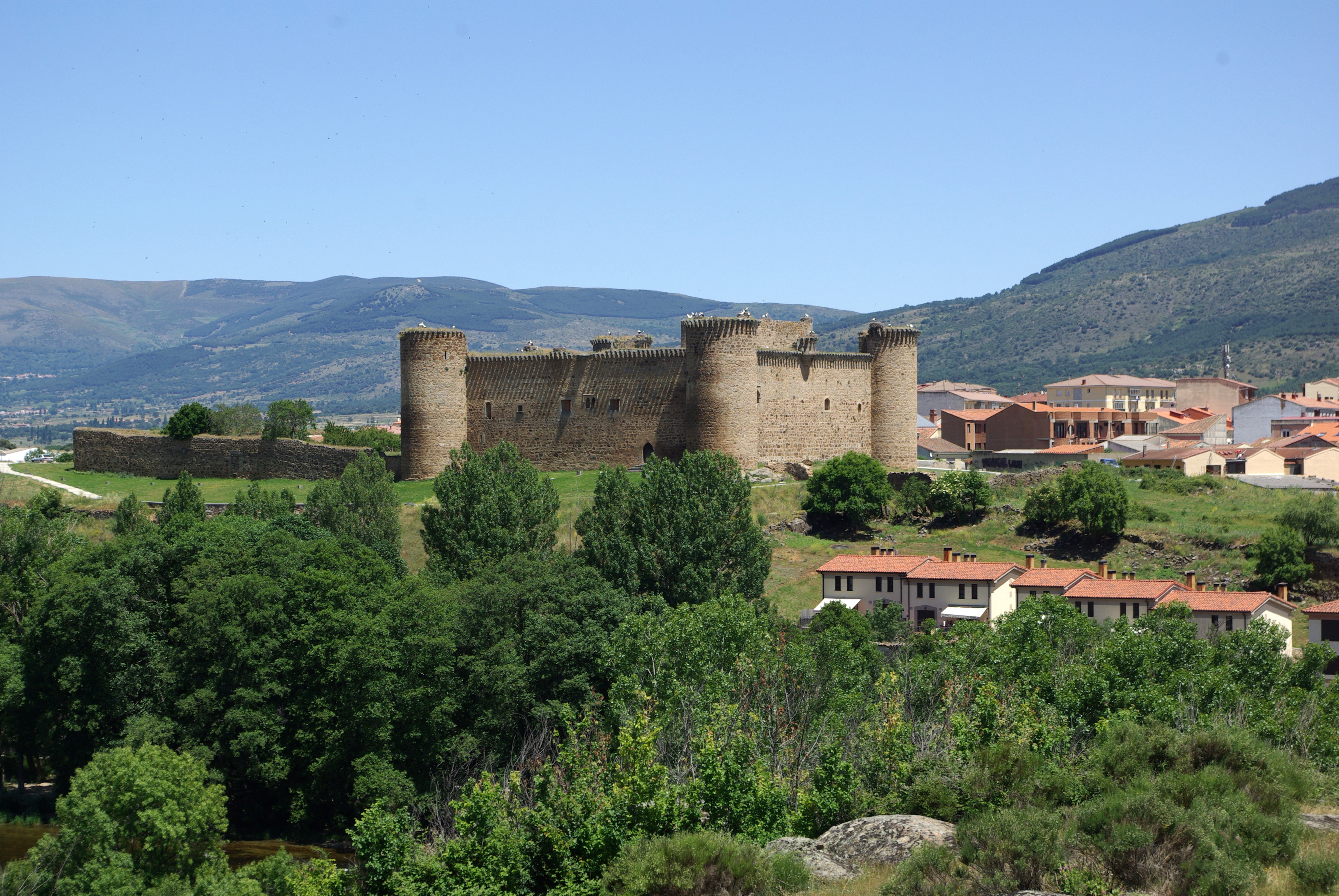
Castillo de Valdecorneja

Situado dominando el río y el puente, es el punto más elevado del valle. Construido sobre un castro vetón que fue destruido por los romanos. Fue edificado en el siglo XII y reconstruido en el siglo XIV. Su perímetro es cuadrado, la superficie puede calcularse en 1700 m² sin tener en cuenta las dependencias desaparecidas como el foso y contrafoso, el rastrillo, el palomar o las caballerizas. Al iniciarse la segunda mitad del siglo XIX quedó habilitado como cementerio municipal. Por ello aumentó su deterioro al arrancar el pavimento y grandes oquedades en sus muros. Actualmente el castillo, propiedad de la casa de Alba, ha sido restaurado y reparado el pavimento y en parte la torre del Homenaje. Es utilizado para los actos culturales que se celebran en esta localidad.

### Murallas

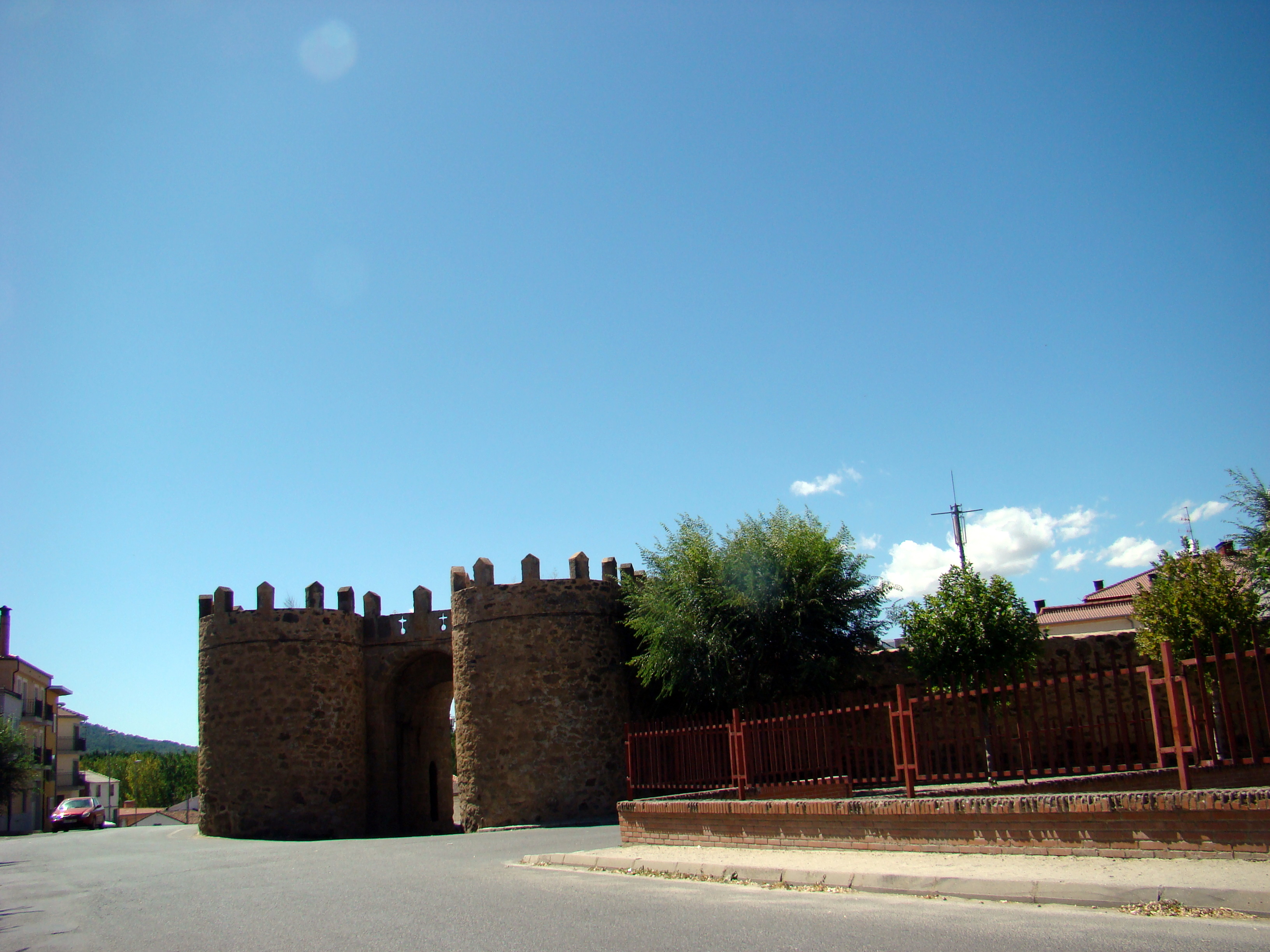
Puerta del Ahorcado.

Originalmente las murallas rodeaban a la localidad, como se observa en el mapa de Francisco Coello elaborado en el Barco de Ávila en el siglo XIX, y tenían un espesor de 1,70 m y un total de tres puertas principales. Las murallas, como se puede observar por sus restos, partían del castillo y rodeaban el viejo pueblo del Barco. El trazado actual es del siglo XII y se debe su edificación igual que las de Ávila, Salamanca y Segovia a Ramón de Borgoña, marido de la primera señora de Valdecorneja. La planta de las mismas es pentagonal. Tenía dos puertas románicas, la del Campillo o de la Horcajada, actualmente derribada, y la de Piedrahíta o del Ahorcado, reconstruida; con arco de medio punto y torres avanzadas para su defensa.
Existían también dos puertas más: una enfrente de puente románico, la puerta del Puente, y la otra la puerta de la Villa denominada de la Ribera o de la Regadera. Poseía además tres postiguillos: el postiguillo del río casi enfrente de la Torre de la Iglesias, también denominado Postigo de la Gallareta, con escalera de bajada, y frente al Hospital el Postigo de la Regadera o del Hospital o del Batán y en la calle del Río. La muralla dejaba paso a la Regadera de la Villa por un diminuto arco de herradura ya desaparecido. Tenía para su defensa varios cubos o torres avanzadas distribuidas a lo largo del trazado de la muralla.
Puerta del Ahorcado
Una de las antiguas puertas de la muralla, también es conocida con el nombre de «Puerta de Ávila». El nombre se debe a que según la tradición popular en esta puerta se ajustició por ahorcamiento a un alcaide de la localidad. Confluencia del Cordel de Extremadura con la calle del Pozo. Única puerta de la muralla que permanece en pie, posee un estilo románico, aunque fue reconstruida en el siglo XVI. También se denominaba Puerta de Piedrahíta, hasta que en el siglo XVI ocurrió el hecho que hizo cambiar su nombre.

### Iglesia de la Asunción de Nuestra Señora

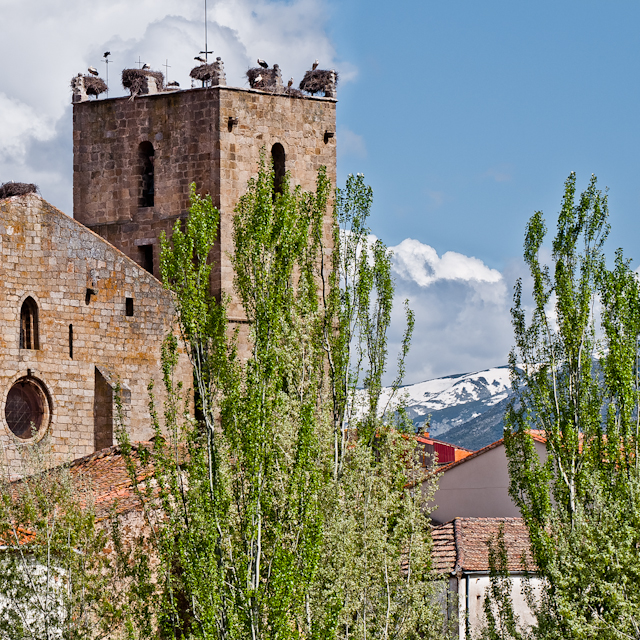
Iglesia de la Asunción de Nuestra Señora

### Ermita de San Pedro del Barco

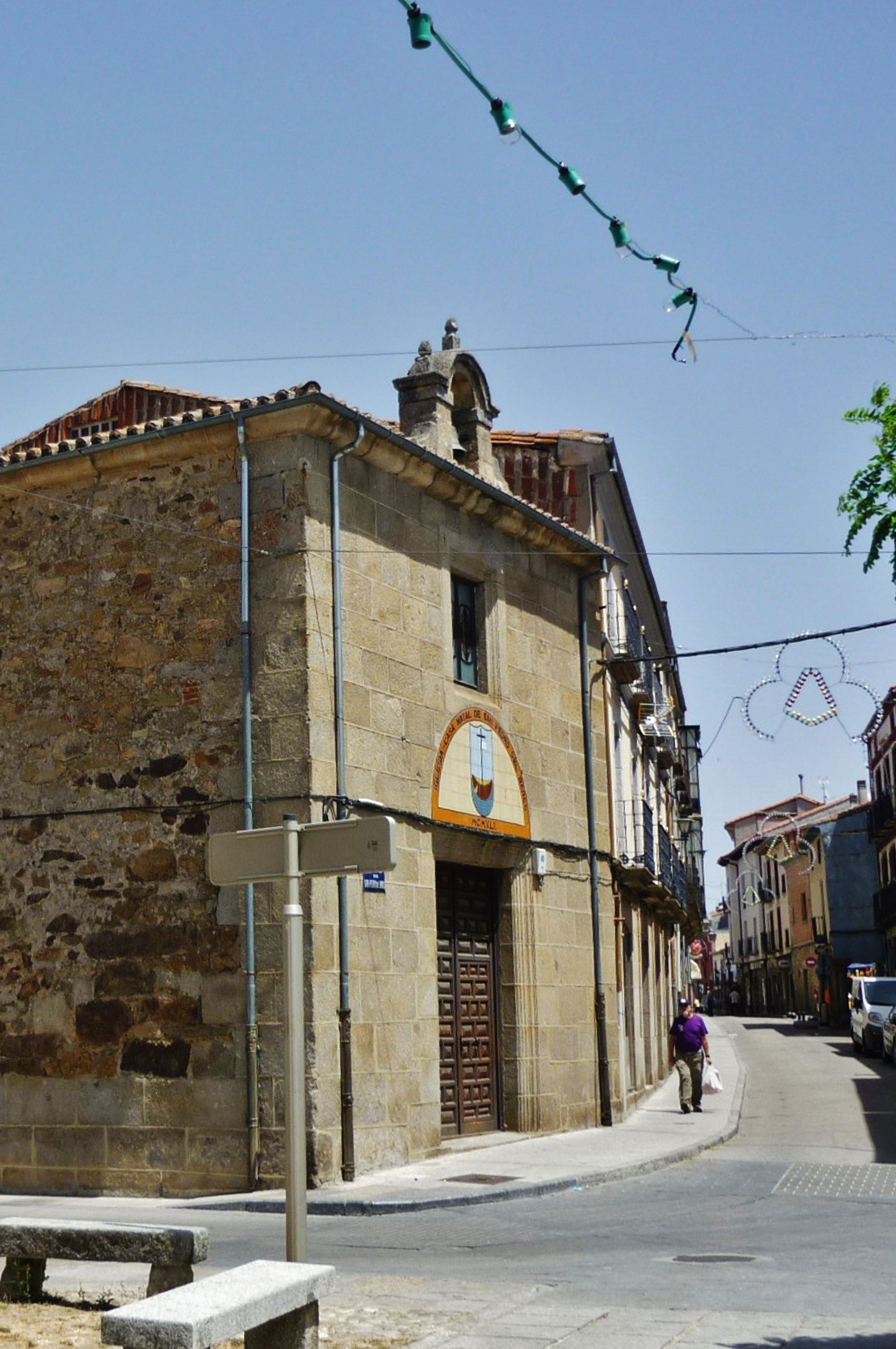
Ermita de San Pedro del Barco

Templo construido en 1663 en el mismo lugar en que nació San Pedro del Barco en 1088. En el año 1149 regresó a El Barco con su amigo San Pascual, natural de Tormellas. Como estaba muy viejo buscó a un joven para que lo ayudara. La tradición y la leyenda dicen que pidió al señor que le diera a conocer el momento de su muerte, y este le anunció que sucedería cuando el agua de la fuente en que bebía se convirtiese en vino. En octubre de 1155, San Pedro tuvo sed y pidió al muchacho le trajese un poco de agua, al probarla observó que era vino. A los tres días murió.
San Pedro fue enterrado en la basílica de San Vicente en Ávila. Al fallecer el Santo eran muchos los pueblos y ciudades que querían quedarse con el cuerpo, por este motivo se decidió montar el cuerpo en una mula y dejar que la misma fuese donde le pareciese bien y allí donde se parase sería donde se quedaría el Santo. La mula se paró en la basílica de San Vicente y dando un fuerte golpe con una pata en una piedra dejó marcada su herradura —aún hoy se puede ver la piedra con la marca—, muriendo a continuación, por lo que San Pedro del Barco fue enterrado en la citada basílica de San Vicente de la ciudad de Ávila.
En el libro Surco y Flor, escrito por el barcense Francisco Mateos, se narra toda la biografía de san Pedro del Barco, y editado en 1969, con prólogo del cardenal de Pamplona, Arturo Tabera, también barcense.

### Ermita del Santísimo Cristo del Caño

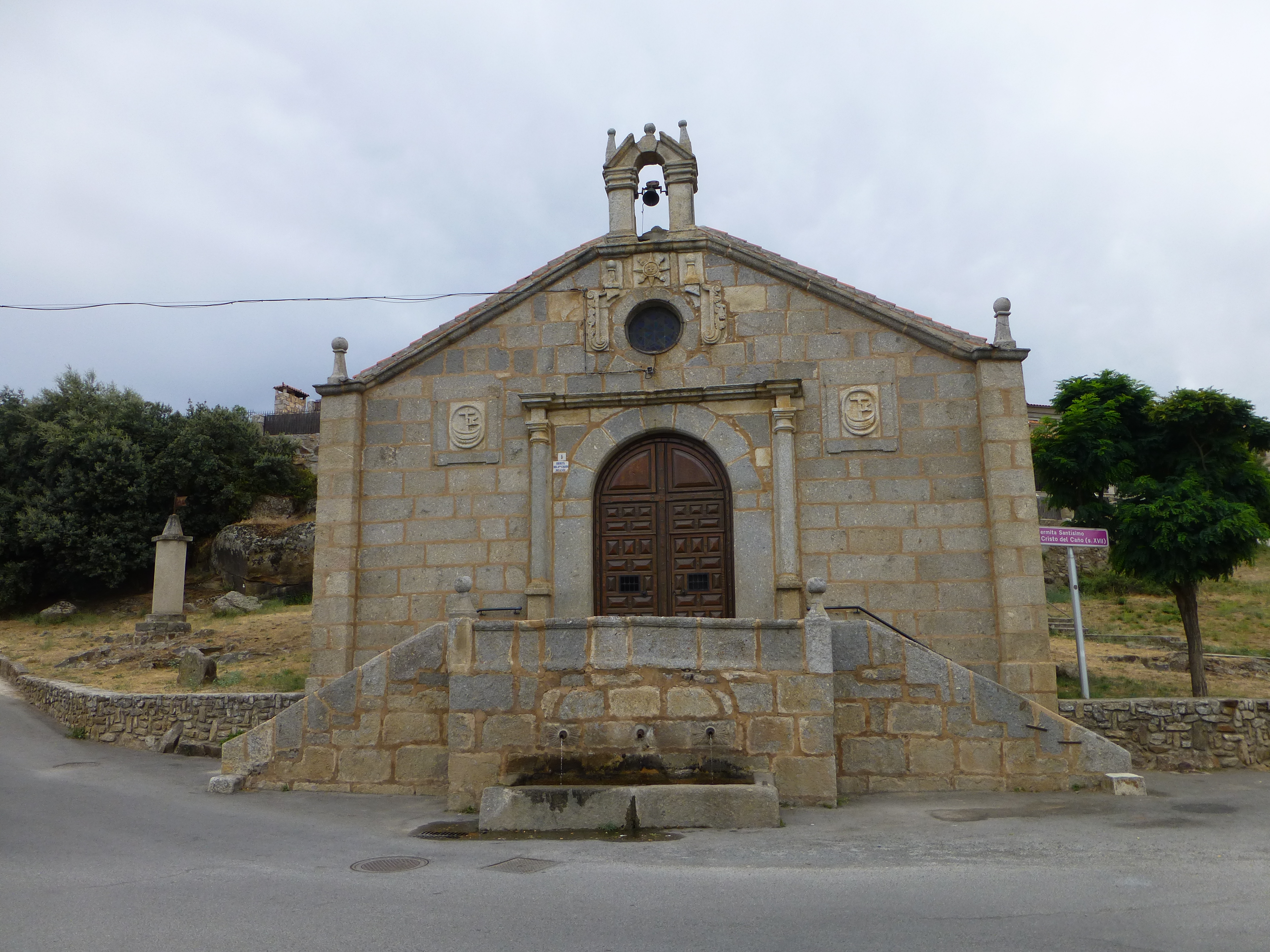
Fachada de la ermita del Santísimo Cristo del Caño.

Tiene una tradición muy antigua. Por el siglo XIII, una gran crecida del Tormes arrastró, no se sabe desde dónde y dejó orillado a la izquierda del río por encima del puente, un Cristo de madera de tamaño natural. Lo vieron unos caminantes y junto a la gente del pueblo lo condujeron en procesión a la iglesia parroquial, donde se dejó. A la mañana siguiente volvió a aparecer en el mismo sitio, lo llevaron de nuevo a la iglesia. Al día siguiente ocurrió igual. La gente se convenció de que quería permanecer a la entrada del Puente y allí le erigieron una ermita, denominada del Humilladero inicialmente.
Cuatro siglos después se declaró ruinosa y en el siglo XVII (1672) se reconstruyó. Al hacer los cimientos surgió una corriente de agua que se recogió en una fuente de tres caños. Desde entonces empezó a llamarse a la fuente y al Cristo del Caño. Hay fiestas en su nombre, el primer domingo de septiembre y viernes y sábado anteriores. Se lleva al Cristo en solemne procesión por el pueblo hasta la iglesia parroquial, lugar en el que permanece hasta el último domingo de octubre, fecha en que se devuelve la imagen a la ermita.

### Casa del Reloj

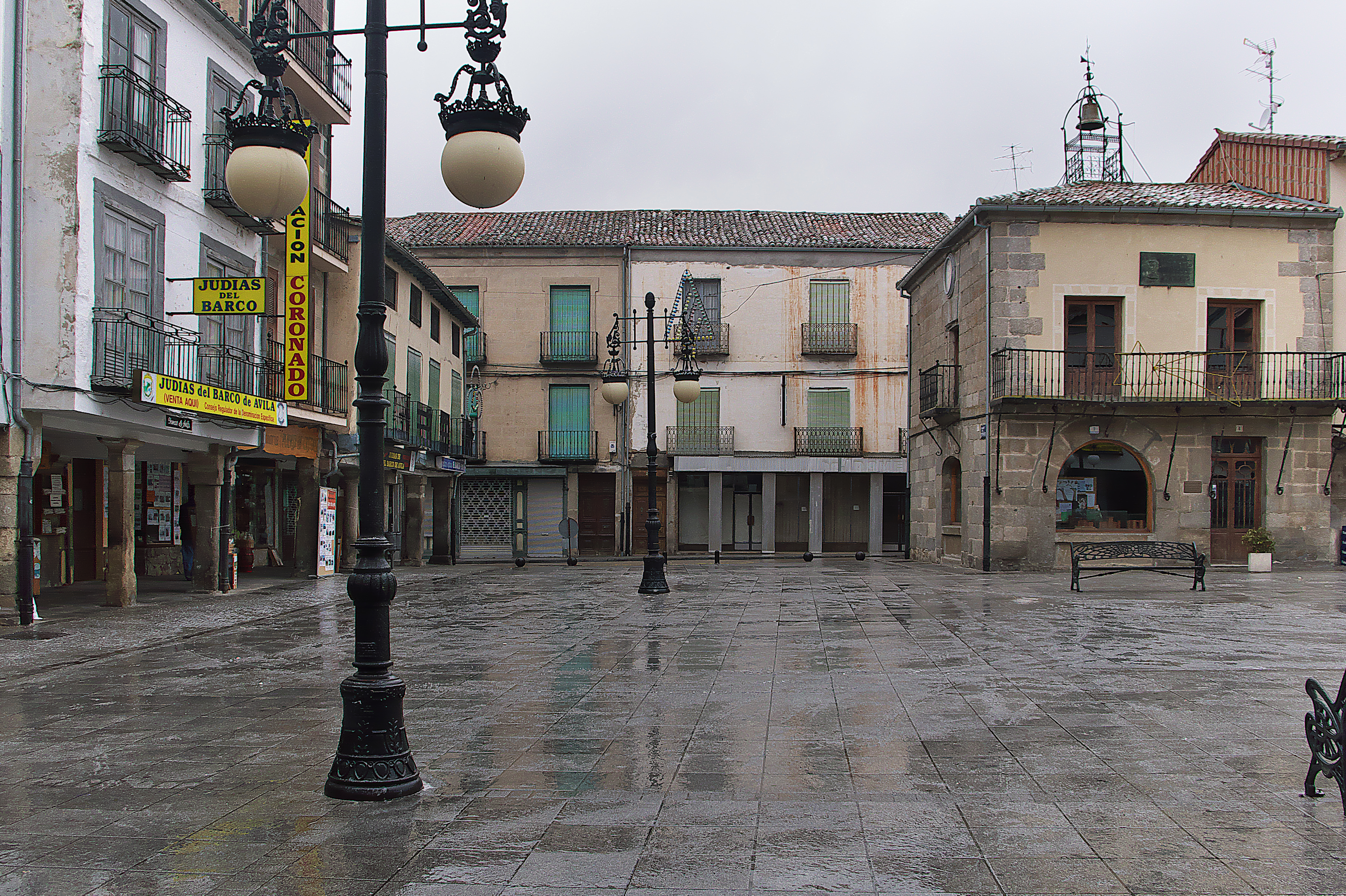
La plaza Mayor y la Casa del Reloj

Fue una antiquísima casa consistorial que se derribó en el siglo XVIII. Se alzó de nuevo con paredes de piedra labrada y mampostería de inconfundible traza castellana, sobre el balcón que da al "Arvejo", se colocó el Reloj de la Villa y la torreta metálica que sostiene su campana. Actualmente está instalada la oficina de Turismo con antiguos sillones pertenecientes al Ayuntamiento.
En la planta superior, además de poder observar el mecanismo del reloj, se pueden contemplar distintas exposiciones. Desde la plaza de las Acacias, dejando atrás la ermita de San Pedro y a la izquierda el hospital de San Miguel (hoy residencia para la tercera edad), se puede apreciar el conjunto de granito que forma la iglesia de la Asunción con su torre adyacente. A la derecha, el ábside, coronado por la espadaña – con campana – del "reloj suelto", rompe su estructura poligonal y presenta una pared lisa y recta que alberga la sacristía y la Sala Capitular, hoy museo de la parroquia.
Adentrándose en el atrio, de tiempos recientes, y se puede mirar el gran cubo de la torre. Fue construida en la misma época que las naves de la iglesia, en un claro estilo románico. En la fachada sur, se encuentra la puerta principal, un arco apuntado rodeado de dos contrafuertes, bajo una cornisa de modillones que podría evocar un resto de defensa militar. Ya dentro de la iglesia podemos apreciar su planta basilical, con las tres naves rematadas hacia oriente por los ábsides poligonales, sustentados por los contrafuertes exteriores e iluminados por varios ventanales ojivales. Cuenta con un grandioso retablo barroco de fines del siglo XVII, que se adapta a la forma poligonal del ábside. La capilla del Inquisidor, dentro de esta iglesia, se denomina así por un inquisidor de este pueblo que está enterrado en la misma.[cita requerida] También en esta capilla algunos enterramientos de la familia Sánchez-Ocaña.

### Edificio de la Cárcel
El asocio de Villa y Tierra compró a la parroquia en el año 1652 un par de casas en la calle Mayor para edificar la cárcel. En tiempos remotos se metía a los presos en la casa del Concejo y siglos más tarde en una de las dependencias del Castillo. Es un inmueble de gran solidez en que destacan su amplia escalera de piedra, la alta portada, las rejas, los dos balcones. En ella tuvo su sede el Juzgado de 1.ª Instancia. Actualmente, ya está restaurado, alberga la biblioteca municipal, el aula mentor, y tres amplias salas de exposiciones.

### Casa de Los Balcones
Situada en la calle Mayor. Se la llamó así por ser la primera casa del pueblo que poseía balcones. Tiene la fachada característica de una casa de principios del siglo XV, con puerta de medio punto y grandes dovelas que recuerdan las de la muralla y del Castillo. Tiene tres rejas con hierros repujados con águilas y bichas. Hay tres balcones y una de las ventanas es de arte castellano puro. Fue casa de la Inquisición.

### Casa de Recaudación
Posee tres grandes ventanales, en lo que se llamó “Carnicería alta” y fue conocido como Fielato. Son de finales del siglo XIV. Embellecidos por columnas de granito de auténtico sabor castellano. Puede contemplarse en la plaza y en la calle Mayor.

### Casa de Los Gasca

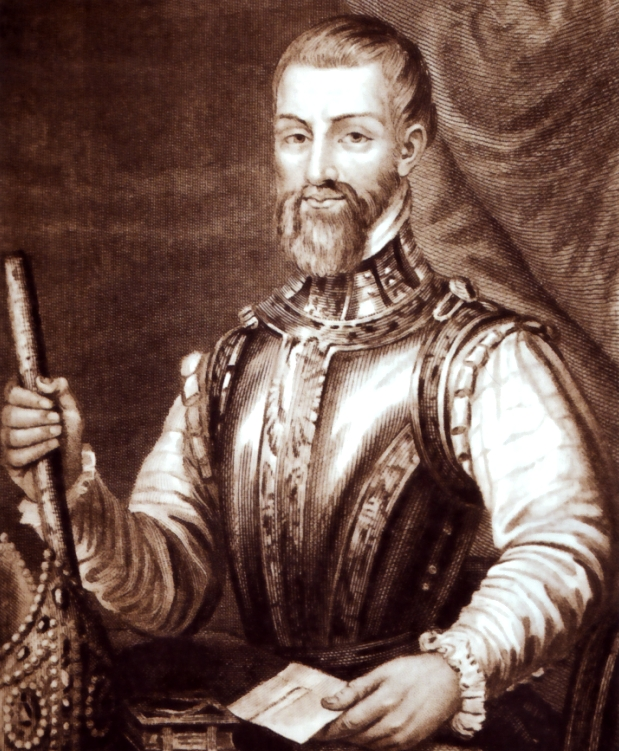
Pedro de la Gasca, Pacificador del Perú

Chaflán del siglo XV, compuesto por asientos, columnas y monolitos. Presenta una silueta alargada hacia lo alto. La puerta de orden clásico está protegida con un bello cornisamiento, el balcón de arco conopial florenzado remata con el escudo de los González Dávila. Esta fachada tuvo cadenas indicativas de que había sido visitada por los reyes. Se derribó hace unos años, pero se volvió a erguir dentro del recinto el colegio Juan Arrabal. Fue la casa solariega de Pedro de la Gasca, clérigo, y miembro del Consejo Supremo de la Inquisición.

### Calle de La Gallareta
Es la calle más corta y estrecha del pueblo. Se denomina así porque en su ámbito se hallaban granjas de hermosos gallos reproductores. Fue conocida también por "el Callejón de los Combates", donde dejaron la vida invasores franceses y combatientes españoles.

## Cultura

### Gentilicios y apodos
Según el escritor y viajero Camilo José Cela, a los barcenses se les conoce como los "portugueses".

### Leyendas
Existe una leyenda popular que habla de un misterioso túnel que partía del Castillo, iba por debajo del río Tormes y llegaba a la torre del Prado Cubo. Según historias de personas del lugar, durante el siglo XX se enviaron dos perros por dicho túnel, y uno de ellos apareció días después en el otro lado del río, dándose por muerto el otro animal durante la travesía por el túnel.
San Pedro de El Barco protagoniza una de las Leyendas más curiosas de todo Ávila. Su fama de santo era tal cuando murió que El Barco, Piedrahíta y Ávila se disputaban sus restos; en medio de la disputa habló un niño de pecho y dijo que colocaran los restos del difunto sobre una mula, y donde la mula parase debería ser enterrado. La mula echó a andar con el santo sobre sus lomos; hizo su primera parada para beber agua en la ribera del Tormes, donde ahora se encuentra la fuente denominada de San Pedro de El Barco; finalmente fue a parar en San Vicente, en Ávila, donde cayó muerta. Allí enterraron al santo, y a la mula bajo uno de los cubos de la muralla. Dice la tradición que la mula asoma su cabeza entre los sillares de dicho cubo, conocido como “el cubo de la mula”, y así parece ser. Una mirada más detenida nos lleva a descubrir, en lo que se conoce como la cabeza de la mula, un verraco celtíbero utilizado como sillar en la construcción de la muralla. El viejo Hospital de San Miguel y la plaza, llena de soportales y cafés al estilo antiguo, completan la visita artístico-cultural de la Villa.

### Canciones populares
La canción “Serrana mía” puede considerarse como el principal exponente del folclore barcense. Su creación, hacia el año 1925, se debe a Víctor Pérez y Pérez, que por aquel entonces era director de las Escuelas de la localidad. Con el paso del tiempo, esta canción parece que hubiera nacido en Salamanca. A ello dio origen distintas grabaciones que la clasificaban como popular de esa provincia, a pesar de que los lugares que cita (la Ribera, el Cristo del Caño...) son inequívocamente barcenses.
El folclore barcense se enriquece con la canción “La palomita blanca”. Cantares de boda y el Villancico Barcense, pero por encima de cualquiera sobresale el “Himno al Barco”, obra de Julio Andray Araoz y Francisco Mateos Rodríguez, que cumplió el xxv aniversario en el año 1988, así como otra serie de composiciones que se recogen en la publicación literaria y musical “Melodías Barcenses”. El traje típico barcense es el serrano con los mismos adornos que los serranos de Béjar.

### Fiestas
El rey Alfonso VIII de Castilla autorizó en el Fuero concedido a esta Villa la celebración de dos ferias anuales a celebrarse en marzo y octubre. El duque de Alba dio permiso para celebrar otra en mayo y ya dentro del siglo XX se autorizó la celebración de otra en agosto. El devenir de los tiempos modernos y las circunstancias socioeconómicas, han hecho cambiar la fisonomía de estas ferias, que desde el año 1991 quedan como sigue:
- 7 y 21 de enero
- 21 de febrero
- 2 y 21 de marzo
- 21 de abril
- 7 y 21 de mayo
- 21 de junio
- 21 de julio
- 10 y 21 de agosto
- 21 de septiembre y Mercado de los Santos (último lunes de octubre)
- 21 de noviembre
- 21 de diciembre.

En la localidad se celebran tres fiestas:
- Fiestas de Santiago o de los Quintos: incluyendo el 25 de julio —día de Santiago—, se celebran durante el fin de semana anterior o posterior (cuatro días).
- Fiestas en honor a san Pedro del Barco: durante cuatro días alrededor del 12 de agosto —día de San Pedro—.
- Fiestas en honor al Stmo. Cristo del Caño: Primer domingo de septiembre y sábado y viernes anteriores. Son las fiestas patronales. Traslado en procesión nocturna de la venerada imagen del Stmo. Cristo del Caño. Gigantes y cabezudos.

Durante estas fiestas se celebran verbenas nocturnas, en la plaza Mayor (caso de las fiestas del Cristo) o en la plaza de las Acacias (fiestas de Santiago y San Pedro). Cualquier fiesta es amenizada por la dulzaina, la banda de cornetas y tambores y la Banda Municipal Barco de Ávila. Asimismo, los festejos taurinos se celebran en la plaza de toros, que data de 1889. Desde el año 2007, durante los meses de mayo y junio, en las instalaciones del rehabilitado Cine-Teatro Lagasca, se celebra el Certamen Nacional de Teatro Amateur Lagasca, donde se dan cita los mejores grupos de teatro aficionado. Este festival de teatro se está convirtiendo en un referente dentro del panorama de teatro aficionado en España.

### Gastronomía
La gastronomía de la zona está basada en los productos de la tierra, fruto del clima frío y seco, y con abundante agua de gran pureza.

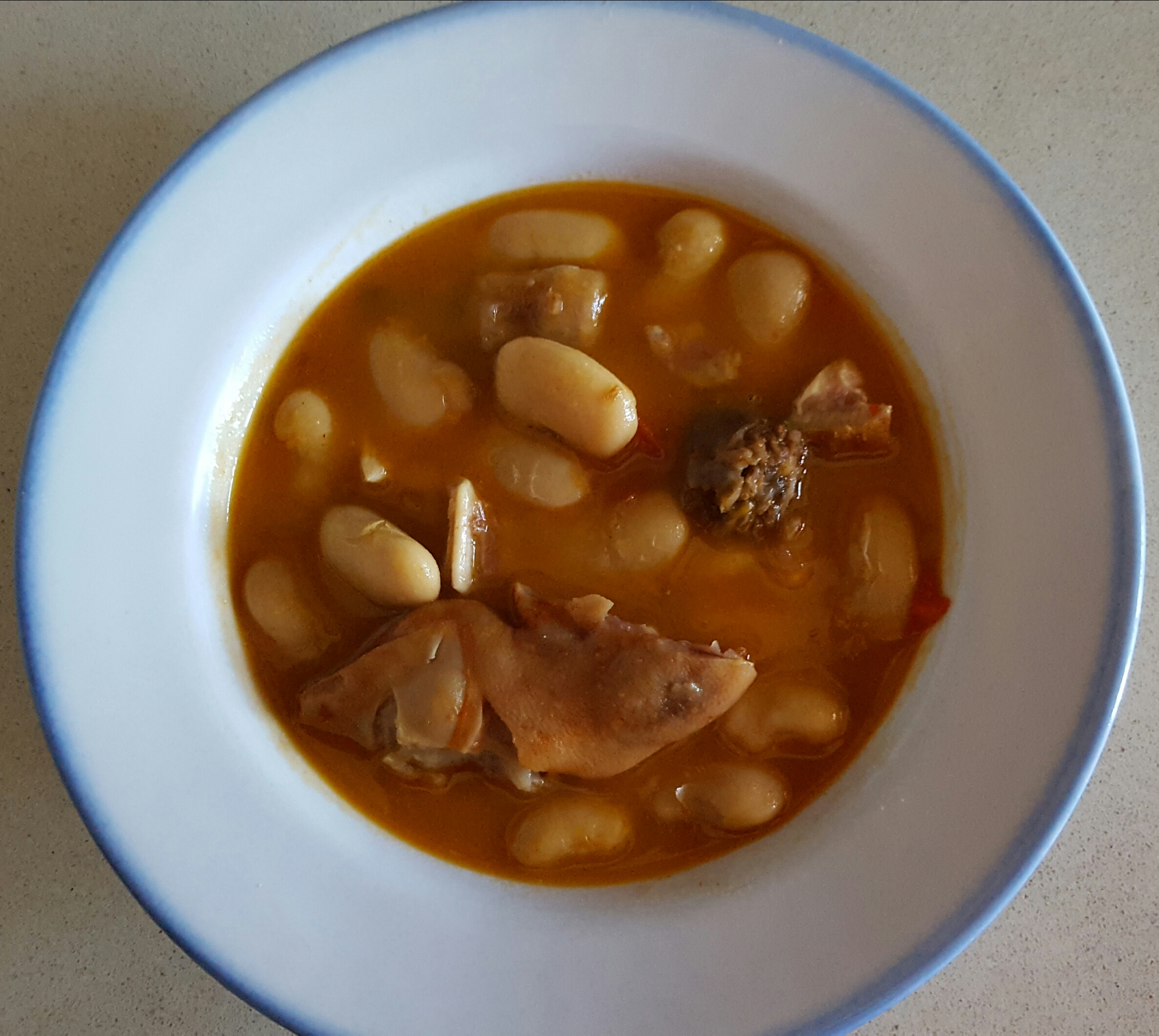
Judión de Barco, con oreja y manita de cerdo

El producto estrella de la gastronomía son sin duda las judías de El Barco de Ávila, que cuentan con el segundo Consejo de Denominación Específica más antiguo de España. Así, se trata del primer producto leguminoso reconocido con la "Indicación Geográfica Protegida" (orden de 5 de enero de 1989 del Ministerio de Agricultura, Pesca y Alimentación), adelantándose a la fabada asturiana (orden de 6 de julio de 1990). Ambos productos están en la actualidad inscritos en el registro comunitario desde 1996.
Son judías secas separadas de la vaina, procedentes de plantas de la familia de las leguminosas, especie Phaseolus communis, de las variedades blanca redonda, blanca riñón, morada larga, morada redonda, arrocina, planchada y judión de Barco, enteras y destinadas a consumo humano. Existen formas tradicionales y propias de la localidad de preparar las diferentes variedades de judías que se producen dentro de la zona protegida.
Entre otros cultivos de la zona podemos citar a la patata, de la que encontramos una gran cantidad de variedades; se suele preparar machacada y mezclada con pimentón y algún torrezno, llamándole a este guiso patatas revueltas o revolconas. También encontramos gran cantidad de manzanos, de distintas variedades, destacando la manzana reineta, acaparando la zona hasta hace pocos años la producción española de manzana reineta.
Otra modalidad de patatas únicas son las llamadas patatas finas, se suelen cocinar con arroz y bacalao. También era muy guisada la "sopa de cachuela", que contenía trocitos de sangre de cerdo, hígado de cerdo y una pizca de semillas aovadas del comino. En cuanto a postres: el más típico es la "cazuela o sopa borracha", que se compone de frituras de pan y rodajas de manzanas "tortilleras" o "golden", formando capas y mezcladas con azúcar, nueces y ramitas de canela, aderezadas con vino tinto, al fogón hasta que se mezclan y se sirve fría. Además, en la zona se encuentran carnes de gran calidad debido a la abundancia de los pastos, concretamente la ternera avileña, que cuenta con denominación específica. También son destacables las truchas del Tormes y los embutidos producidos en la zona.

### Congreso de matemática
Desde el año 2002 y con periodicidad bianual se celebra en la localidad el congreso internacional PEDOFRACT, sobre matemática fractal y aplicaciones en Ciencias del Suelo y Medioambientales.

### Certamen de teatro
Desde el año 2007, año siguiente a la rehabilitación del Cine Teatro Lagasca, se viene desarrollando un importante Certamen de teatro aficionado durante los meses de mayo y junio, en el que representan sus espectáculos los mejores grupos aficionados de teatro de toda la geografía española y que está considerado como uno de los eventos más reconocidos a nivel nacional en su categoría.

## Ciudades hermanadas
- Yecla (España); desde diciembre de 1988.[13]